# 1er bataillon parachutiste (Belgique)
Pour les articles homonymes, voir 1er bataillon.
Le 1er Bataillon parachutiste, (néerlandais : 1ste Bataljon Parachutisten) était une unité de la composante terre de l'armée belge dépendant de la Brigade Paracommando de 1946 à 2011. Ses traditions régimentaires, dont son insigne et sa devise, étaient fortement inspirées de l'expérience de ses premiers membres dans le 5e régiment de SAS durant la Seconde Guerre mondiale.

## Special Air Service
De nombreux soldats qui avaient servi dans le 5e régiment de SAS belge durant la Seconde Guerre mondiale choisirent de se réengager dans l'armée après la guerre et notamment le premier commandant de l'unité, Eddy Blondeel, qui combattit en France et dans les Ardennes.

## Principales opérations

### Ruanda-Urundi
Entre juillet 1961 et début 1962, le bataillon effectue des missions de maintien de l'ordre au Ruanda-Urundi durant la période des élections précédant l'indépendance.

### Crise au Congo

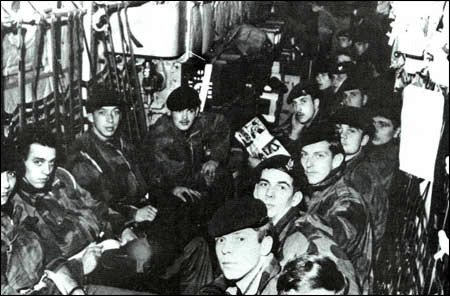
Soldats du 1er bataillon parachutiste dans un C-119 juste avant le saut sur l'aéroport de Simi-Simi durant l'opération Dragon Rouge en novembre 1964.

Durant la période d'instabilité politique dans l'ancienne colonie belge de la République du Congo, les soldats du 1er bataillon de parachutiste (avec une compagnie du 2e bataillon commando) et des éléments du 3e bataillon parachutiste furent déployés dans le but de capturer l'aéroport de Stanleyville. En novembre 1964, 299 parachutistes belges sous les ordres du colonel Charles Laurent sautèrent sur l'aéroport de Simi-Simi d'un C-130 de l'armée de l'air américaine.
Après avoir sécurisé les pistes, les parachutistes firent route vers l'Hôtel Victoria où des centaines de civils (pour la plupart belges) étaient retenus par des rebelles Simbas. 1800 civils européens et américains ainsi que 400 congolais furent évacués durant l'opération tandis que 60 civils perdirent la vie.

### Sahel
En 1974, le bataillon prend part à une action humanitaire à la suite de la famine causée par la sécheresse dans les pays du Sahel.

### Zaïre
Le 20 mai 1978, le bataillon atterrit à Kolwezi dans le cadre de l'opération Red Bean. Ils évacuent un millier de ressortissants européens jusqu'au 22 mai.

### Génocide des Tutsi au Rwanda
Durant la période menant au génocide des Tutsi au Rwanda, les soldats du 1er bataillon parachutistes formaient le contingent belge des troupes de l'ONU dans le pays, la MINUAR (Mission des Nations unies pour l'assistance au Rwanda), sous le commandement depuis 1993 du Brigadier-général canadien Roméo Dallaire. La MINUAR avait pour tâche de maintenir l'équilibre précaire entre les Hutus soutenus par le gouvernement rwandais et les rebelles Tutsis du Front patriotique rwandais. Comme ancienne puissance coloniale, les forces belges constituèrent la majorité de la MINUAR mais elle incluait également des soldats Ghanéens, Tunisiens, Bangladais et canadiens.
En mars 1994, le 1er bataillon parachutiste fut remplacé par le 2e bataillon commando. En avril 1994, 10 commandos furent assassinés par des soldats rwandais à Kigali ce qui mena au retrait controversé de toutes les troupes belges du Rwanda.

### Balkans
En février 1992, le gouvernement belge décida de participer activement à la FORPRONU. Les premières troupes belges (appelées BELBAT 1), comprenant 97 parachutistes, arrivèrent en Croatie en avril 1992.
Un bataillon belge, appelé BELKOS, servit également dans une mission de la KFOR.
Entre 1999 et 2000, 87 soldats du 1er bataillon parachutistes participèrent à la mission de maintien de la paix en Bosnie-Herzégovine.

### Albanie
En 1999, 98 para-commandos sont envoyés en Albanie. Leur mission est de veiller à la sécurité des réfugiés kosovars dans le cadre des opérations AFOR I et AFOR II.

### Kosovo
En 2002, le bataillon est intégré au battle group de la mission BELUROKOS 9 dans le cadre de la KFOR.

### Afghanistan
Depuis 2007, les troupes belges défendent l'Aéroport international de Kaboul. Mission à laquelle le bataillon fut activement impliqué.

## Maintien de la paix

### Somalie

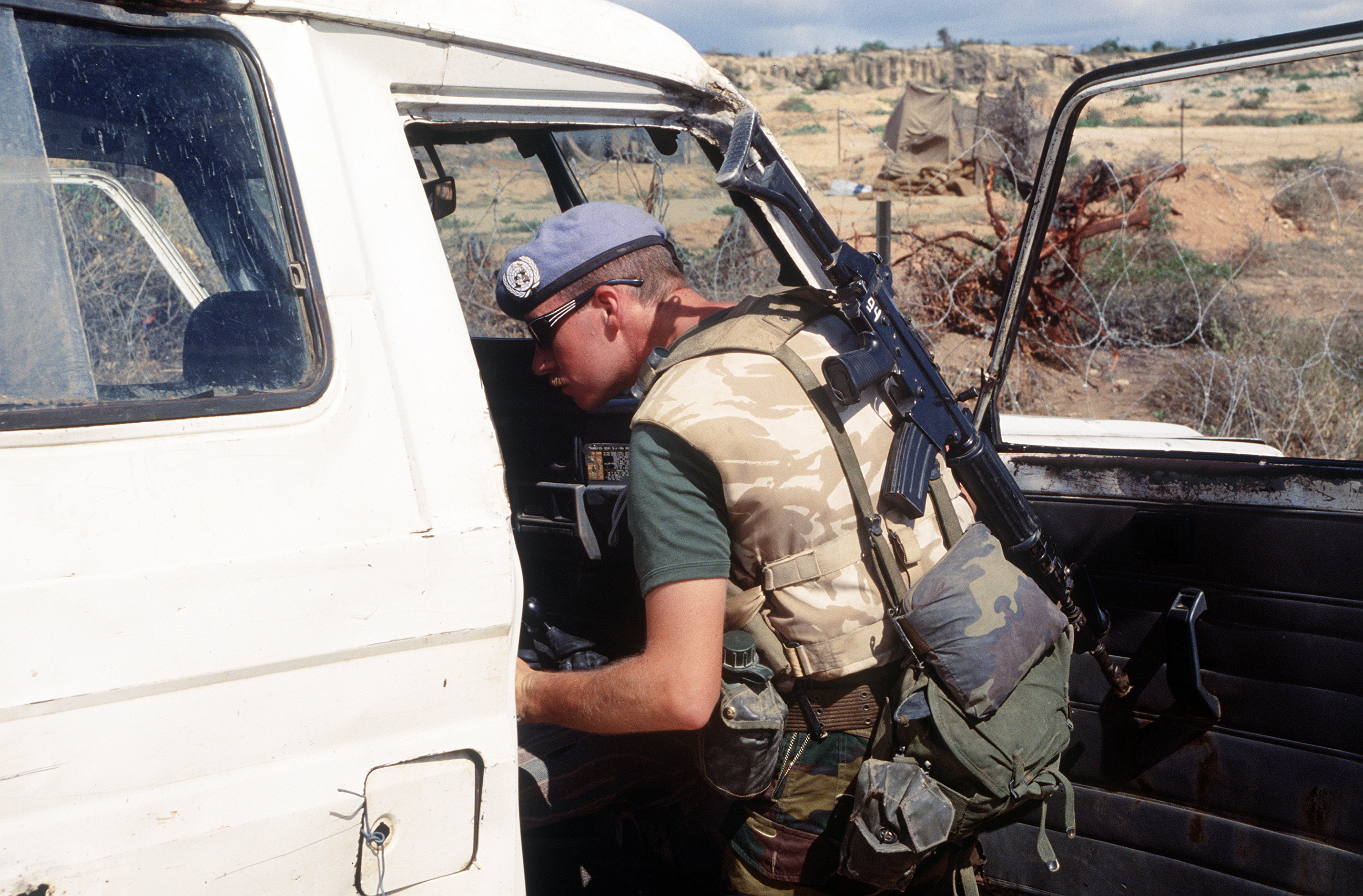
Soldats belges en Somalie fouillant un véhicule

En décembre 1992, le bataillon fut déployé en Somalie dans le cadre de l'Opération Restore Hope menée par l'armée américaine sous l'égide des Nations unies. Une partie de leur rôle consistait à protéger la distribution d'aide alimentaire des Nations unies, ainsi que la recherche des militants. En mars 1993, trois soldats belges furent tués et deux autres blessés dans l'attaque de leur jeep.

### Liban
En 2007, les soldats du 1er bataillon de parachutistes furent déployés  au Liban au sein de la FINUL. Le détachement belge, nommé BELUBAT (car il comprenait également des Luxembourgeois) était formé de soldats des 1er et 3e bataillon de parachutistes.

## Organisation
- Une compagnie d'état-major
- Trois compagnies d'infanterie comprenant chacune 2 pelotons d'infanterie répartie en 2 sections d'infanterie et une escouade anti-char équipée de missiles MILAN

## Étendard
Le 22 octobre 1946, à Bruxelles, le Prince Charles remet au lieutenant-colonel Blondeel l’étendard du Régiment Parachutiste. Il porte les inscriptions suivantes :
- Normandie
- Belgique
- Ardennes
- Emden
- Oldenburg

L'étendard porte également la fourragère de l’ordre de Léopold et de la croix de guerre française.
À la suite de la dissolution de l'unité, il a été transféré au Special Forces Group.

## Accident
Le 26 juin 1963, lors d'un vol d'exercice, un C-119 est touché par un obus de mortier britannique en survolant le champ de tir de Sennelager en Allemagne de l'Ouest. L'avion s'écrase à Detmold. 29 parachutistes, 3 dispatchers du centre d'entraînement de Schaffen, un adjudant congolais et 5 membres du 15e wing périssent dans l'accident. 9 parachutistes ayant pu sauter avant le crash survivront,.

## Sources
- (en) Cet article est partiellement ou en totalité issu de l’article de Wikipédia en anglais intitulé « 1st Parachute Battalion (Belgium) » (voir la liste des auteurs).
- Site de l'armée belge